# Isididae
Die Isididae sind eine Familie der Achtstrahligen Korallen (Octocorallia), die in flachen Bereichen des tropischen Indopazifiks vorkommt.

## Merkmale
Wie fast alle Oktokorallen bilden die Arten der Familie Isididae Kolonien, die aus vielen Einzelpolypen mit jeweils acht Tentakeln bestehen. Die Kolonien sind aufrecht und verzweigt, flach oder buschig mit kurzen, hin und wieder auch langen Ästen, die auch peitschenartig ausgebildet sein können oder zu flachen blattartigen Gebilden verwachsen sind. Die Isididae besitzen ein Achsenskelett, in dem sich feste, kalkhaltige Internodien und proteinhaltige Knoten, denen Sklerite fehlen, immer wieder abwechseln. Die dicht über die Astoberflächen verteilten Polypen sind monomorph und können sich in das dicke Coenenchym zurückziehen. Die Polypen sind ohne Sklerite oder sie sind nur spärlich vorhanden. Wenn vorhanden sind es kleine, abgeflachte Stäbchen, die in Längsrichtung an der Basis der Tentakel angeordnet sind. Die Sklerite der Coenenchym-Außenfläche sind keulenartig und bestehen aus mehreren warzenartigen Gebilden. Im Innern des Coenenchyms sind die Sklerite spindelförmig und mit großen, gürtelförmig angeordneten, ovalen Tuberkeln besetzt. Außerdem gibt es ovale, strahlenförmige und stäbchenartige Sklerite. Die Arten der Familie Isididae leben mit Zooxanthellen in einer Endosymbiose und beziehen von diesen einen Teil der benötigten Nährstoffe.

## Gattungen
Zur Familie Isididae gehören drei Gattungen:
- Hicksonella Nutting, 1910
- Isis Linnaeus, 1758
- Rumphella Bayer, 1955

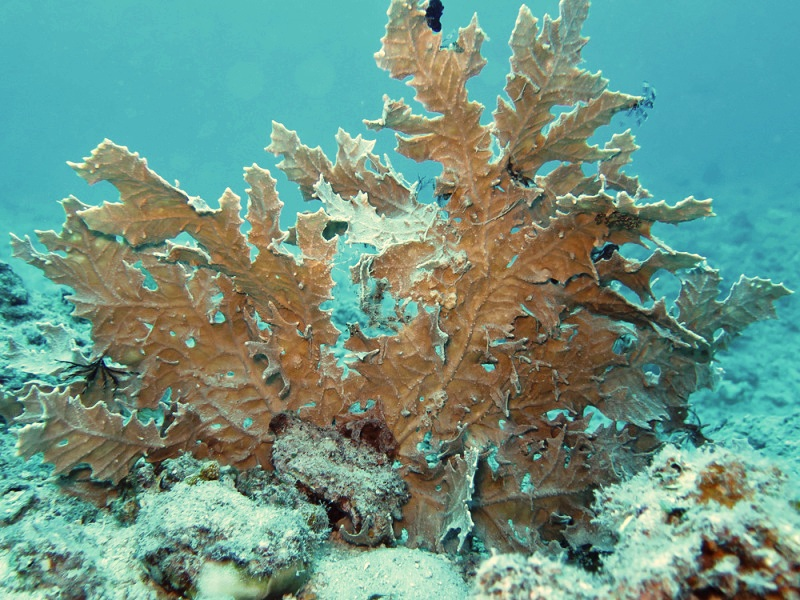
Hicksonella expansa
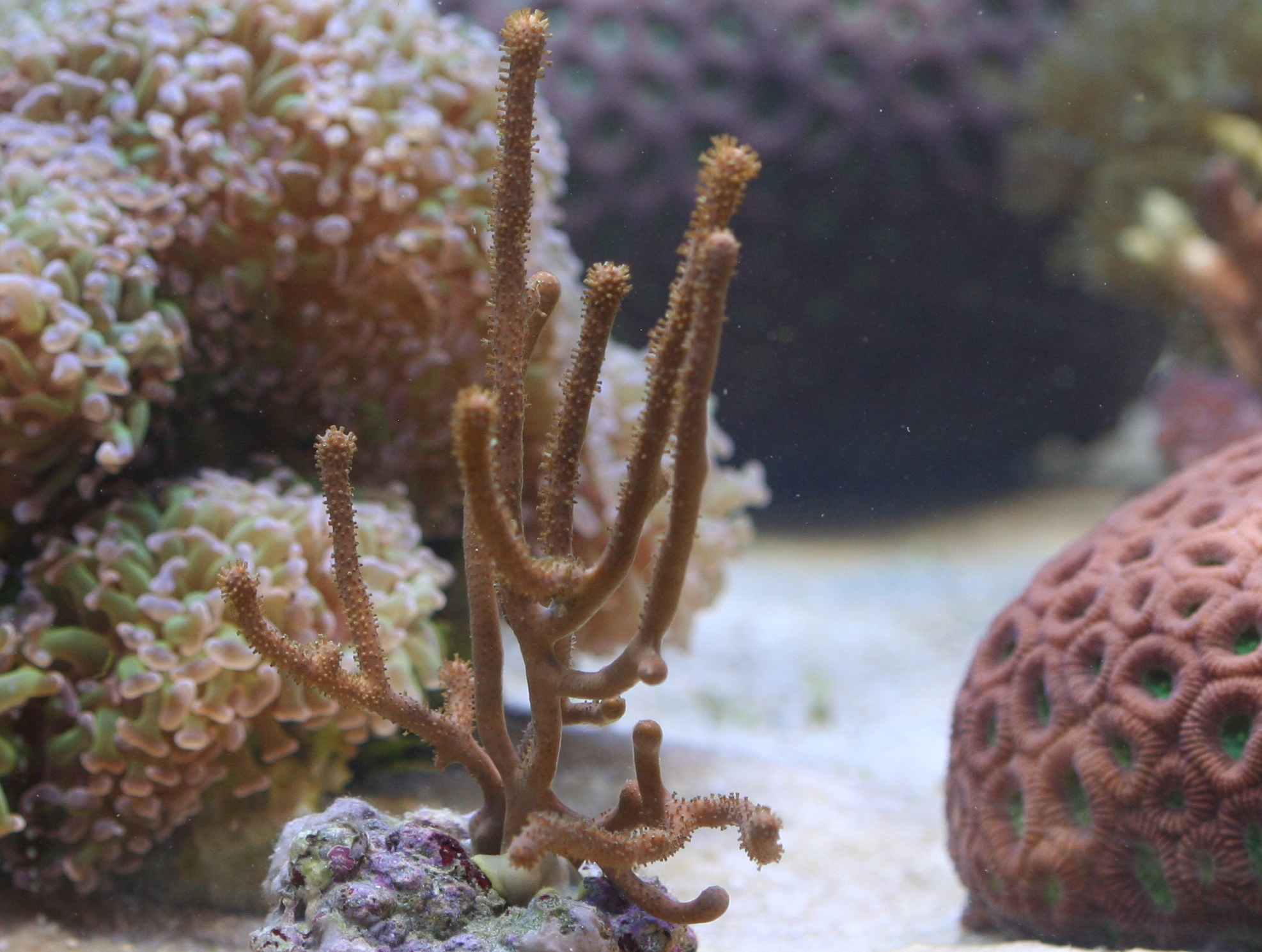
Rumphella aggregata